# Lophocampa romoloa
Lophocampa romoloa là một loài bướm đêm thuộc phân họ Arctiinae, họ Erebidae.